# Białka motoryczne

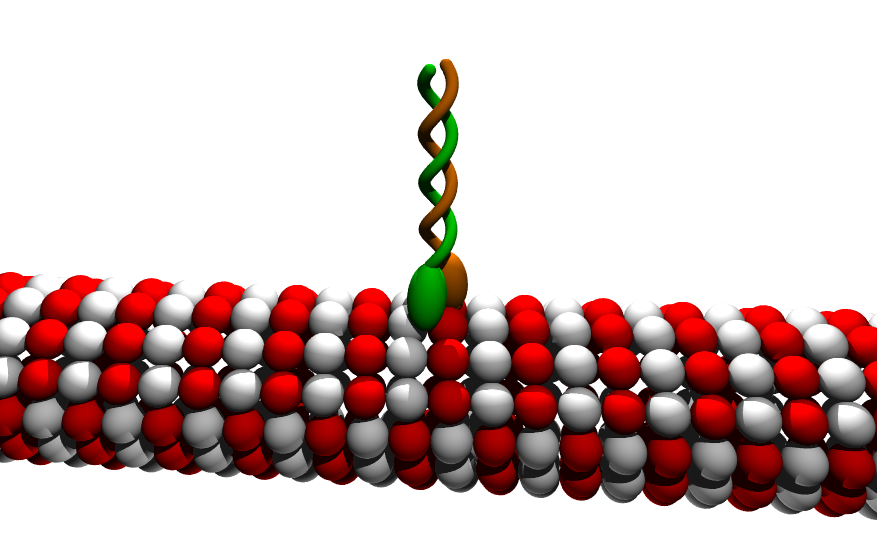
Model białek kroczących: Dimer kinezyny wędruje po mikrotubuli w kierunku (+)

Białka motoryczne (białka kroczące, białka transportowe) – rodzina białek enzymatycznych wykazująca zdolność do generowania ruchu dzięki hydrolizie ATP. 
Do generowania sił niezbędnych do zjawiska ruchu u organizmów żywych (tzw. motory molekularne) wykorzystywana jest energia chemiczna. Do białek motorycznych zaliczane są u komórek eukariotycznych: dyneiny, kinezyny i miozyny. Białka kroczące umożliwiają przemieszczanie poszczególnych składników cytoszkieletu takich jak mitochondria lub plastydy i innych organelli komórkowych.